# Torneio Hubert Jerzeg Wagner de Voleibol de 2022
O Torneio Hubert Jerzeg Wagner de Voleibol de 2022 foi 19.ª edição desta competição amistosa organizada pela Fundação Hubert Jerzy Wagner em parceria com a Federação Polonesa de Voleibol (em polonês/polaco:  Polski Związek Piłki Siatkowej, PZPS) que ocorreu em Cracóvia, na Polônia, de 18 a 20 de agosto.
A seleção polonesa chegou ao seu décimo título da competição ao vencer todas as três partidas disputadas. O central polonês Jakub Kochanowski foi eleito o melhor jogador do torneio.

## Formato da disputa
Disputa em turno único, com todas as seleções se enfrentando.

### Critérios de desempate
1. Número de vitórias
2. Número de pontos
3. Sets average
4. Pontos average

Partidas terminadas em 3–0 ou 3–1: 3 pontos para o vencedor, 0 pontos para o perdedor;

Partidas terminadas em 3–2: 2 pontos para o vencedor, 1 ponto para o perdedor.

## Seleções participantes
As seguintes seleções foram selecionadas para competir o torneio.
| Equipe    | Última participação |
| --------- | ------------------- |
| Polônia   | 2021                |
| Argentina | 2012                |
| Irã       | 2015                |
| Sérvia    | 2019                |

## Local das partidas
| Cracóvia, Polônia  |
| Tauron Arena       |
| ------------------ |
|                    |
| Capacidade: 15 328 |

## Fase única
|     |           |     | Jogos | Jogos | Jogos | Resultados | Resultados | Resultados | Resultados | Resultados | Resultados | Sets | Sets | Sets  | Pontos | Pontos | Pontos |
| Pos | Equipe    | Pts | T     | V     | D     | 3–0        | 3–1        | 3–2        | 2–3        | 1–3        | 0–3        | V    | P    | R     | V      | P      | R      |
| --- | --------- | --- | ----- | ----- | ----- | ---------- | ---------- | ---------- | ---------- | ---------- | ---------- | ---- | ---- | ----- | ------ | ------ | ------ |
| 1   | Polônia   | 9   | 3     | 3     | 0     | 3          | 0          | 0          | 0          | 0          | 0          | 9    | 0    | MAX   | 229    | 192    | 1.193  |
| 2   | Argentina | 4   | 3     | 1     | 2     | 0          | 1          | 0          | 1          | 0          | 1          | 5    | 7    | 0.714 | 262    | 267    | 0.981  |
| 3   | Irã       | 3   | 3     | 1     | 2     | 0          | 0          | 1          | 1          | 0          | 1          | 5    | 8    | 0.625 | 271    | 294    | 0.922  |
| 4   | Sérvia    | 2   | 3     | 1     | 2     | 0          | 0          | 1          | 0          | 1          | 1          | 4    | 8    | 0.500 | 262    | 271    | 0.967  |

| Data   | Hora  |           | Placar |           | Set 1 | Set 2 | Set 3 | Set 4 | Set 5 | Total   | Relatório |
| ------ | ----- | --------- | ------ | --------- | ----- | ----- | ----- | ----- | ----- | ------- | --------- |
| 18 ago | 17:30 | Argentina | 3–1    | Sérvia    | 25–21 | 19–25 | 25–22 | 25–18 |       | 94–86   | Relatório |
| 18 ago | 20:00 | Polônia   | 3–0    | Irã       | 25–19 | 29–27 | 25–17 |       |       | 79–63   | Relatório |
| 19 ago | 17:30 | Irã       | 2–3    | Sérvia    | 21–25 | 25–20 | 20–25 | 26–24 | 10–15 | 102–109 | Relatório |
| 19 ago | 20:00 | Polônia   | 3–0    | Argentina | 25–22 | 25–22 | 25–18 |       |       | 75–62   | Relatório |
| 20 ago | 17:30 | Argentina | 2–3    | Irã       | 21–25 | 25–22 | 25–19 | 22–25 | 13–15 | 106–106 | Relatório |
| 20 ago | 20:00 | Polônia   | 3–0    | Sérvia    | 25–22 | 25–23 | 25–22 |       |       | 75–67   | Relatório |

## Classificação final
| Posição | Equipe    |
| ------- | --------- |
| 1       | Polônia   |
| 2       | Argentina |
| 3       | Irã       |
| 4       | Sérvia    |

## Premiações
| Torneio Hubert Jerzeg Wagner de 2022 |
| Polónia                              |
| ------------------------------------ |
| Polônia Campeã (10.º título)         |

### Individuais
Os atletas que se destacaram individualmente foramː
| - Most Valuable Player (MVP) Jakub Kochanowski - Melhor sacador Saber Kazemi - Melhor ponteiro Ezequiel Palacios - Melhor recepção Kamil Semeniuk | - Melhor levantador Marcin Janusz - Melhor central Jakub Kochanowski - Melhor líbero Nikola Peković |